# Casa a Àrreu
La Casa a Àrreu és una casa a Àrreu, és un municipi d'Alt Àneu (Pallars Sobirà) inclosa a l'Inventari del Patrimoni Arquitectònic de Catalunya.

## Descripció
Casa formada per planta baixa i tres pisos, el darrer de mansarda molt baix de sostre. Façana construïda a la paret mestre perpendicular al cavall que suporta la coberta de pissarra a dues aigües, orientada a l'est. Recoberta per una capa de calç. A la planta baixa s'obre la porta allindada i dues petites finestres per a la ventilació de l'estable. En el primer pis, tres grans obertures tenen accés a una llarga balconada que ocupa tota l'amplada de la façana. Aquest balcó de fusta presenta faldonet perfilat i balustres perfilats i calats que formen dibuixos geomètrics, excepte als tres centrals, que formen figures humanes. En el segon pis s'obren tres petits balcons i a l'últim pis un petit finestró sota el prominent i ample ràfec de la coberta assegurada amb quatre tornapuntes.